# Microtypus petiolatus
Microtypus petiolatus är en stekelart som beskrevs av Van Achterberg 1992. Microtypus petiolatus ingår i släktet Microtypus och familjen bracksteklar. Inga underarter finns listade i Catalogue of Life.